# Cingilia catenaria
Cingilia catenaria là một loài bướm đêm trong họ Geometridae.

## Hình ảnh

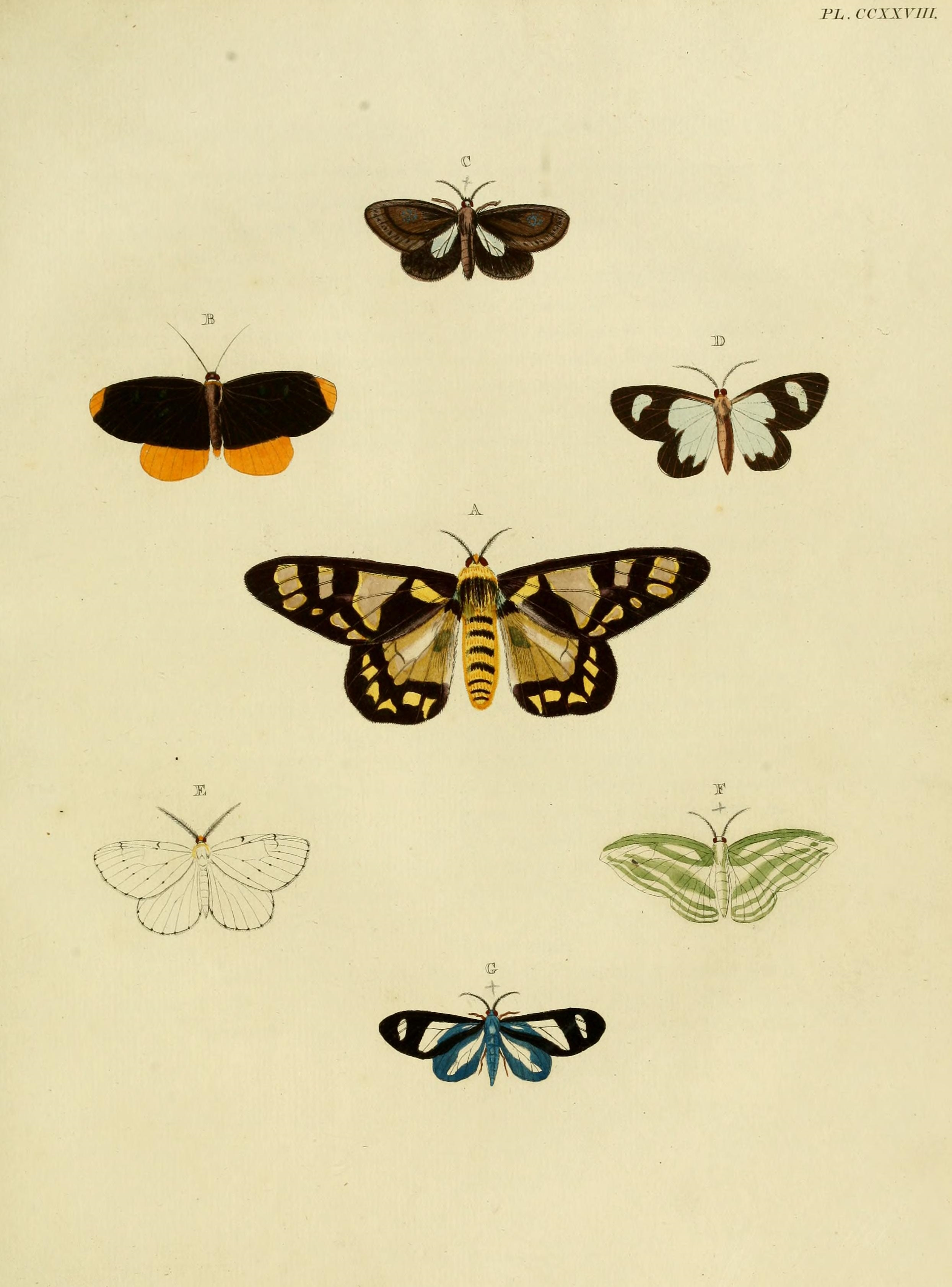